# VML
VML (англ. Vector Markup Language — язык векторной разметки) разработан Microsoft для описания векторной графики. VML был представлен W3C в 1998 году компаниями Microsoft, Macromedia и др. Примерно в то же время Adobe, Sun и несколько других компаний подали на рассмотрение документы о языке PGML. Оба языка позднее стали основой для SVG.
Фрагменты на VML помещаются внутрь Web-страниц, среди обычного HTML-кода, и описывают их графические элементы. VML поддерживался в Internet Explorer с пятой по девятую версии и в Microsoft Office 2000+. Internet Explorer 10 уже не поддерживает VML.
Вторая версия Google Maps JavaScript API использовала VML для визуализации векторов на IE 5.5+, но в третьей версии поддержка отменена.

## Пример использования
Код, представленный далее, отображает закрашенный синим цветом овал:
```
<v:oval
 
style=
"position:absolute; left:0; top:0;

               width:100px; height:50px"
 

               
fillcolor=
"blue"
 
/>

```

Эквивалент этого кода в SVG:
```
 
<ellipse
 
cx=
"50"
 
cy=
"25"
 
rx=
"50"
 
ry=
"25"
 
fill=
"blue"
/>

```